# Герлі (Вісконсин)
Герлі (англ. Hurley) — місто (англ. city) в США, в окрузі Айрон штату Вісконсин. Населення — 1558 осіб (2020).

## Географія
Герлі розташоване за координатами 46°26′33″ пн. ш. 90°12′35″ зх. д. / 46.44250° пн. ш. 90.20972° зх. д. (46.442496, -90.209622).  За даними Бюро перепису населення США в 2010 році місто мало площу 9,27 км², з яких 8,86 км² — суходіл та 0,42 км² — водойми.

### Клімат
| Клімат : Герлі                              | Клімат : Герлі | Клімат : Герлі | Клімат : Герлі | Клімат : Герлі | Клімат : Герлі | Клімат : Герлі | Клімат : Герлі | Клімат : Герлі | Клімат : Герлі | Клімат : Герлі | Клімат : Герлі | Клімат : Герлі | Клімат : Герлі |
| Показник                                    | Січ.           | Лют.           | Бер.           | Квіт.          | Трав.          | Черв.          | Лип.           | Серп.          | Вер.           | Жовт.          | Лист.          | Груд.          | Рік            |
| Абсолютний максимум, °C                     | 9,4            | 14,4           | 22,2           | 28,9           | 31,1           | 36,1           | 36,7           | 33,9           | 32,2           | 30,6           | 22,2           | 15,0           | 36,7           |
| Середній максимум, °C                       | −7,2           | −3,6           | 1,9            | 9,4            | 18,1           | 22,6           | 24,6           | 23,6           | 18,2           | 11,6           | 2,2            | −4,5           | 9,8            |
| Середня температура, °C                     | −12,5          | −9,7           | −3,6           | 3,9            | 11,4           | 16,4           | 18,8           | 18,0           | 13,1           | 6,7            | −1,7           | −9,1           | 4,4            |
| Середній мінімум, °C                        | −17,9          | −15,7          | −9,1           | −1,7           | 4,8            | 10,2           | 13,1           | 12,3           | 7,9            | 1,8            | −5,6           | −13,6          | −1,1           |
| Абсолютний мінімум, °C                      | −35            | −37,8          | −35            | −18,3          | −6,7           | −4,4           | 1,7            | 1,7            | −3,3           | −12,8          | −22,8          | −31,1          | −37,8          |
| Норма опадів, мм                            | 56             | 31             | 48             | 53             | 76             | 99             | 92             | 84             | 77             | 84             | 85             | 57             | 842            |
| ------------------------------------------- | -------------- | -------------- | -------------- | -------------- | -------------- | -------------- | -------------- | -------------- | -------------- | -------------- | -------------- | -------------- | -------------- |
| Джерело: Midwestern Regional Climate Center |                |                |                |                |                |                |                |                |                |                |                |                |                |

## Демографія
Згідно з переписом 2010 року, у місті мешкало 1547 осіб у 771 домогосподарстві у складі 360 родин. Густота населення становила 167 осіб/км².  Було 1032 помешкання (111/км²).
Расовий склад населення:
| - 97,5 % — білих - 0,8 % — корінних американців - 0,2 % — азіатів - 0,1 % — чорних або афроамериканців |

До двох чи більше рас належало 1,2 %. Частка іспаномовних становила 0,8 % від усіх жителів.
За віковим діапазоном населення розподілялося таким чином: 16,2 % — особи молодші 18 років, 57,7 % — особи у віці 18—64 років, 26,1 % — особи у віці 65 років та старші. Медіана віку мешканця становила 49,0 року. На 100 осіб жіночої статі у місті припадало 89,8 чоловіків;  на 100 жінок у віці від 18 років та старших — 85,7 чоловіків також старших 18 років.
Середній дохід на одне домашнє господарство  становив 39 440 доларів США (медіана — 33 098), а середній дохід на одну сім'ю — 50 942 долари (медіана — 45 833). Медіана доходів становила 35 104 долари для чоловіків та 29 698 доларів для жінок. За межею бідності перебувало 13,6 % осіб, у тому числі 12,9 % дітей у віці до 18 років та 8,9 % осіб у віці 65 років та старших.
Цивільне працевлаштоване населення становило 627 осіб. Основні галузі зайнятості: освіта, охорона здоров'я та соціальна допомога — 25,4 %, виробництво — 18,2 %, мистецтво, розваги та відпочинок — 13,7 %, роздрібна торгівля — 10,8 %.